# Westminster-System

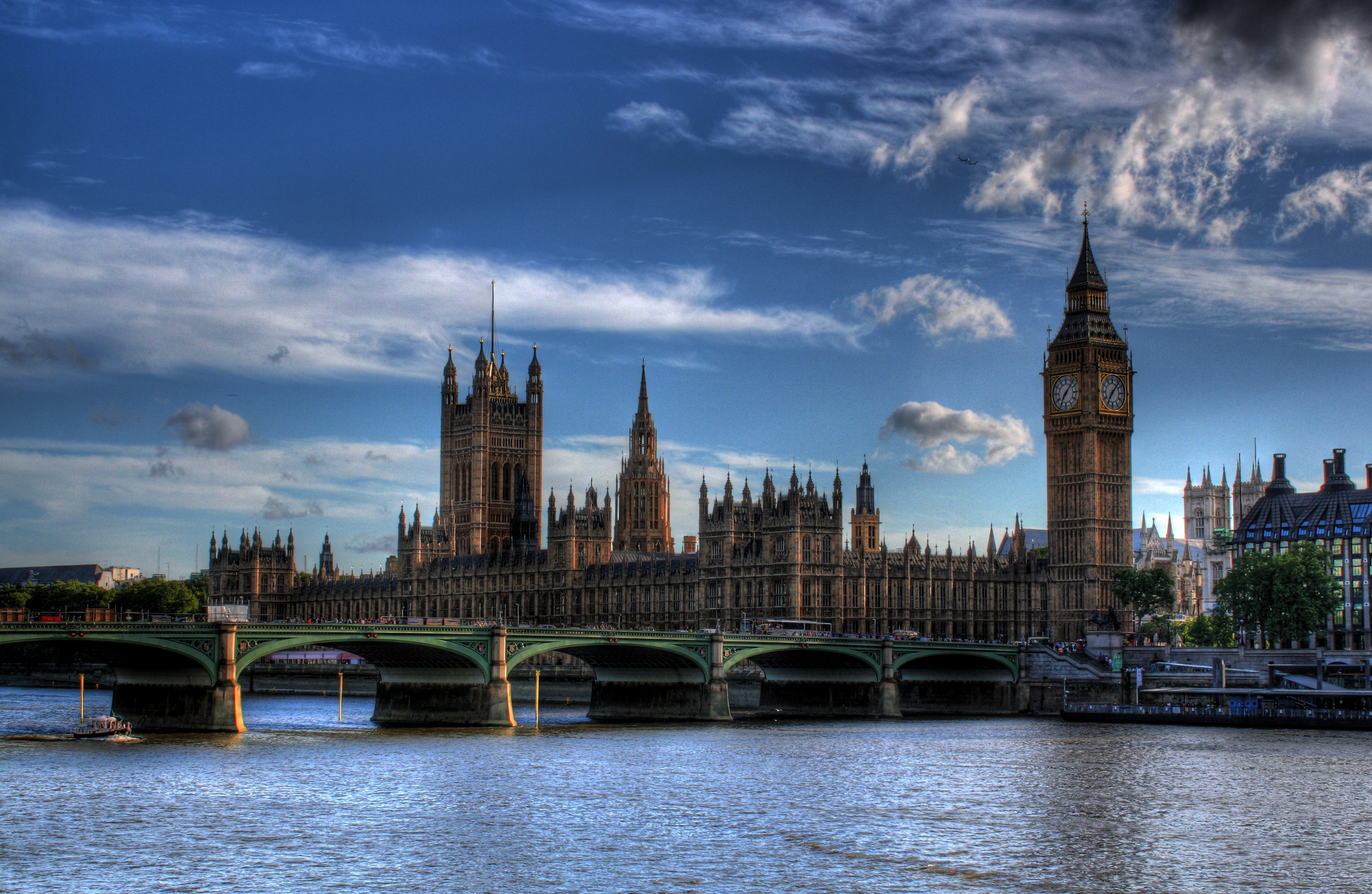
Palace of Westminster mit dem Victoria Tower (links) und dem Elizabeth Tower mit Big Ben

Das Westminster-System, in der englischsprachigen Literatur Westminster system oder Westminster model, in der deutschen Literatur auch Westminster-Demokratie genannt, ist ein parlamentarisches Regierungssystem, das im 13. Jahrhundert im Königreich England gebildet und über die Jahrhunderte weiterentwickelt wurde und als eines der ältesten parlamentarischen Systeme der Welt gilt.
Einflüsse des britischen Westminster-Systems können überall dort in anderen Ländern der Welt gefunden werden, wo die britische Sicht des Parlamentarismus, direkt oder indirekt, als ehemalige britische Kolonie gewollt oder ererbt übernommen wurde. So findet das Westminster-System noch heute in mehr oder weniger abgewandelter Form in den meisten Commonwealth-Staaten Nord- und Südamerikas, Asiens, in Australien, Neuseeland und in einigen Staaten Ozeaniens Anwendung.

## Namensherkunft

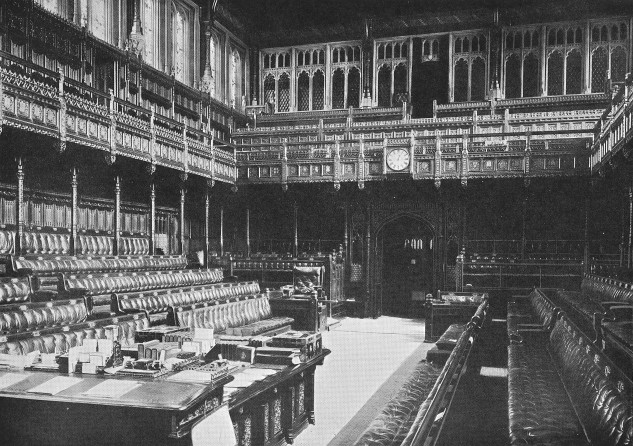
House of Commons 1851

Die Bezeichnung Westminster system bzw. Westminster model bezieht sich auf eine Regierungsform, die ab dem 13. Jahrhundert in England entwickelt wurde. Sie erhielt ihren Namen von dem Palace of Westminster, der im Stadtteil Westminster in London liegt und in dem die beiden Kammern des britischen Parlamentes, das House of Commons (Unterhaus) und das House of Lords (Oberhaus), ihren Sitz haben. Mit dem Begriff versucht man nach wie vor das politische und parlamentarische System des Vereinigten Königreichs zu benennen.

## Grundzüge des britischen Westminster-Systems
Obwohl es bis heute keine allgemein gültige Beschreibung bzw. Definition des Westminster system gibt, so lassen sich doch einige institutionelle Grundzüge des Systems beschreiben.
1. Das Westminster-System britischen Vorbilds besitzt keine in einem einzelnen Dokument zusammengefasste (geschriebene) Verfassung. Verfassunggebende Elemente sind über viele Gesetze des Landes verteilt und werden - wie allgemein im angelsächsischen Rechtskreis - durch Rechtsprechung definiert oder sind einfach durch althergebrachte Praxis entstanden.[7] Gesetze und damit auch verfassunggebende Elemente können mit einfacher Mehrheit im Parlament geändert werden.[8] Bis auf das Vereinigte Königreich und Neuseeland haben heute alle anderen Länder mit Westminster-System-Adaption eine geschriebene Verfassung, die nur mit einer höher definierten Mehrheit als der einfachen Mehrheit geändert werden kann.
2. Im britischen Westminster-System hat das Parlament zwei Kammern, das House of Commons, dessen Repräsentanten direkt vom Volk gewählt werden und das die gesetzgeberische Macht hat, und das House of Lords, das ein aufschiebendes Vetorecht besitzt und in dem vom Staatsoberhaupt ernannte Personen (Lords, früher war dies der Erbadel) sitzen. Charakteristisch ist zudem die Anordnung der Sitze, durch die Regierung und Opposition sich im Parlament gegenüber statt nebeneinander sitzen und abwechselnd häufig heftige verbale Schlagabtausche liefern. Hierbei wird jedoch stets das Wort an den Sprecher gerichtet und nur in dritter Person übereinander geredet. Es gibt außerdem einen offiziellen Oppositionsführer. Der Vertreter der Krone ist Teil des Parlaments, hat aber kein Wahlrecht.
3. Das Staatsoberhaupt ist zumeist ein Erbmonarch (auch außerhalb des Vereinigten Königreichs häufig der britische Monarch) und hat vor allem repräsentative Funktionen, die Regierungsgewalt liegt jedoch beim Chef der Exekutive. Das Staatsoberhaupt hat über den Regierungschef erhebliche Reservebefugnisse, inklusive dem Erlass von Verordnungen mit Gesetzeskraft, ein Veto-Recht gegen Gesetze und die Parlamentsauflösung. Das Staatsoberhaupt gibt jedoch normalerweise mit seiner Unterschrift nur Parlamentsgesetzen Rechtskraft und eröffnet mit der Verlesung des Regierungsprogramms die jeweilig neue Sitzungsperiode des Parlamentes.
4. Die Regierung besteht aus dem Premierminister, den Ministern und ist dem Parlament gegenüber rechenschaftspflichtig.[9] Sie werden jedoch nicht vom Parlament gewählt, sondern vom Staatsoberhaupt ernannt, wobei dieser in der Regel den Vorsitzenden der stärksten Partei ernennt. Zudem müssen die Minister der Regierung zwingend Mitglieder des Parlamentes sein.[10] Die politische Macht konzentriert sich dabei auf ein kollektiv arbeitendes und gegenüber dem Parlament verantwortliches Kabinett. Dieses versammelt sich wöchentlich zu politischen Beratungen, bildet die „Kernmannschaft“ der Regierung und besteht aus dem Premierminister und rund 20 Ministern. Es wird von den Ministern verlangt, uneingeschränkt die Politik der Regierung zu vertreten und gegenüber dem Parlament und der Öffentlichkeit zu verteidigen. Walter Bagehot beschreibt in seinem Buch The English Constitution, dass das Geheimnis der Leistungsfähigkeit der englischen Verfassung in der fast vollständigen Verschmelzung der exekutiven und legislativen Gewalten besteht und das Bindeglied zwischen ihnen das Kabinett darstellt.[11] Er beschreibt das Kabinett als eine Art „geheimen Ausschuss“, in dem keine Sitzungsprotokolle angefertigt werden und keine Informationen über Sitzungsinhalte nach außen dringen.[12]
5. Die gesetzgebende Macht ist im Gegensatz zu einem föderalen System zentral organisiert und die Zentralregierung durch entsprechende Vertreter in den Regionen repräsentiert. Im britischen System gibt es zwar seit 1998 für Schottland, Wales und Nordirland auf dem Wege der Devolution jeweils ein mit eigenen Rechten versehenes Parlament,[13] doch die entscheidende politische Macht verbleibt in London.
6. Der Souverän ist weder das Volk noch der Monarch, sondern kollektiv das Parlament. Seit der Magna Carta handelt es sich somit um eine konstitutionelle Monarchie, in dem das Staatsoberhaupt nicht über dem Gesetz steht. Allerdings kann der Monarch das Parlament für Neuwahlen auflösen.
7. Im britischen Parlamentswahlsystem gibt es lediglich ein einfaches Mehrheitswahlsystem. Demnach ist gewählt, wer die einfache Mehrheit der Wählerstimmen in einem Wahlbezirk auf sich vereinigt hat. Das System bevorzugt größere Parteien. Minderheiten haben kaum Chance, politisch im Parlament vertreten zu sein, wenn sie nicht geographisch in einem oder mehreren Wahlkreisen konzentriert sind. Das Kreis der Wählenden wurden in mehreren Reformen im 19. Jahrhundert mehrfach erweitert (1832, 1867, 1884) und 1918 wurde schließlich mit dem Representation of the People Act 1918 das allgemeine Männerwahlrecht ohne Besitzschränken eingeführt. Frauen durften erst ab 1918 wählen, aber nur, wenn sie über 30 Jahre alt waren. 1928 wurde ihr Wahlalter auf 21 Jahre heruntergesetzt und damit der Regelung für Männer angeglichen.[14] Über lange Zeit war Großbritannien, begünstigt durch sein Mehrheitswahlsystem, für sein Zweiparteiensystem bekannt, in welchem die beiden Parteien sich unter sozioökonomischen Gesichtspunkten unterschieden.[6] Die Mehrheitspartei stellte die Regierung und die zweitgrößte Partei die Opposition. Dass dies nicht mehr uneingeschränkt gilt, zeigte spätestens die Wahl im Jahr 2010, bei der die Conservative Party keine Mehrheit mehr fand und mit den Liberal Democrats eine Regierungskoalition bilden musste. Die Labour Party stellte seinerzeit die Opposition.
8. Die Anerkennung des Rule of Law, in dem jeder vor dem Gesetz gleich ist, das Gesetz vor Willkür schützt und Rechte aus der Rechtsprechung entstehen, stellt eine wesentliche Grundlage der Bürgerrechte dar und ist Bestandteil des Westminster-Systems.[15]
9. In der Vergangenheit war das Westminster-System gekennzeichnet von Gewaltenverschränkung: Nicht nur der Monarch, in dem alle Gewalten (Exekutive, Legislative, Judikative) vereint waren, sondern auch andere Institutionen (wie der Kronrat oder das Oberhaus) hatten Befugnisse in mehreren der Bereiche.
10. Mit dem Act of Settlement 1701 wurde erstmals die Unabhängigkeit der Justiz eingeführt. Davor konnten missliebige Richter vom König abgesetzt werden. Mit dem Gesetz wurde festgeschrieben, dass Richter des High Court auf Lebenszeit ihr Amt bekamen und nur durch eine Entscheidung der beiden Kammern des Parlamentes im Einverständnis mit der Krone ihres Amtes enthoben werden konnten. Dies ist seitdem nie geschehen.[16]

## Varianten des Westminster-Systems
Varianten des Westminster-Systems sind in folgenden Staaten zu finden:

### Europa
- Irland ist eine Republik mit einem Präsidenten als Staatsoberhaupt. Es besitzt ein Zwei-Kammer-Parlament, wobei im Unterschied zum britischen Parlament die Mitglieder des Oberhauses (Seanad Éireann) mehrheitlich indirekt gewählt werden, sechs Mitglieder durch die Graduierten von den zwei Universitäten und 43 Mitglieder durch gesellschaftliche Gruppen aus Kultur, Bildung, Landwirtschaft, Gewerkschaften, Industrie und Handel und der öffentlichen Administration. 11 Mitglieder werden durch den Premierminister bestimmt.[17]  Das Oberhaus, auch Senat genannt, hat hingegen legislative Aufgaben und kann in Sachen Finanzen, Parlamentswahlen und Auflösung der Regierung keinen Einfluss nehmen.[18]

- Malta

### Naher Osten
- Israel hat nur eine Parlamentskammer, die Knesset, die nach dem Verhältniswahlrecht zusammengesetzt ist

### Nord- und Mittelamerika
- Kanada

- Antigua und Barbuda
- Bahamas
- Barbados
- Belize
- Bermuda
- Dominica
- Grenada
- Jamaika
- Saint Kitts and Nevis
- Saint Lucia
- St. Vincent und die Grenadinen
- Trinidad und Tobago

### Afrika
- Mauritius
- Seychellen

### Asien
- Bangladesch
- Indien bekam während seiner Zeit als Kolonie des Vereinigten Königreichs in einer Serie von fünf Verfassungsreformen zwischen den Jahren 1861 und 1935 das britische Westminster-System installiert.[19] Nach seiner Unabhängigkeit im Jahr 1947 gab sich Indien 1950 eine auf dem Westminster-System basierende Verfassung.[20] Abweichend vom britischen System wurde Indien eine Republik mit einem Präsidenten als Staatsoberhaupt und gab sich eine föderale Struktur mit heute 28 Bundesstaaten und neun Unionsterritorien. Das Oberhaus, Rajya Sabha genannt, besteht abweichend vom britischen Modell aus gewählten Vertretern der Bundesstaaten und der Unionsterritorien. In Indien findet das Common Law Anwendung. Die Schwäche in der indischen Westminster-Adaption besteht darin, dass das Westminster-System bestens ausgelegt ist für eine homogene Gesellschaft, aber durch seine Machtkonzentration in der Exekutive in tief gespaltenen Gesellschaften mit großen ethnischen, religiösen und kulturellen Differenzen wie in Indien die gesellschaftlichen Probleme eher noch verstärkt.[21]

- Malaysia
- Pakistan
- Singapur

### Australien und Ozeanien
- Australien
- Neuseeland wurde nach der Vertragsunterzeichnung des Treaty of Waitangi im Jahr 1840 britische Kolonie und hatte mit dem New Zealand Constitution Act 1852 das britische Westminster-System uneingeschränkt übernommen.[22] Mit dem Legislative Council Abolition Act 1950 verabschiedete sich Neuseeland 1951 von dem Zwei-Kammer-System und hat seitdem nur noch das House of Representatives, in dem die gewählten Vertreter des Landes sitzen.[23] Mit dem Constitution Act 1986 bekam Neuseeland seine volle Souveränität über seine Gesetzgebung und führte nach einem bindenden Referendum 1993[24] das Mixed-Member Proportional Wahl-System (MMP) nach deutschem Vorbild ein.
- Nauru
- Papua-Neuguinea
- Salomonen
- Tuvalu
- Vanuatu